# Hirobumi Itō
Hirobumi Itō (jap. 伊藤 博文 Itō Hirobumi; ur. 16 października 1841 w Tsukari w prowincji Suō (dzisiejsze Hikari), zm. 26 października 1909 w Harbinie) – pierwszy premier Japonii, zwolennik modernizacji kraju w oparciu o wzorce Zachodu, główny autor Konstytucji Meiji (weszła w życie 29 listopada 1890 roku).

## Życiorys
Hirobumi Itō pochodził z rodziny chłopskiej, ale wychowany został w rodzinie samurajskiej. Jego ojciec, Jūzō Hayashi w 1846 opuścił rodzinną wieś Tsukari, aby szukać szczęścia w stolicy hanu Chōshū, Hagi, dokąd w 1849 roku sprowadził rodzinę. Hirobumi miał wówczas osiem lat i nosił imię Risuke. Później nosił jeszcze wiele innych imion, m.in. Shunsuke, a imieniem Hirobumi zaczął się posługiwać od września 1868.
W 1854 roku ubogi samuraj o nazwisku Naoemon Itō, nie mając naturalnego dziedzica usynowił Hayashiego, który dzięki temu mógł zostać adiutantem Takayoshiego Kido, studentem Shōina Yoshidy i przez kilka miesięcy (1863–1864) studiować także na University College London w Anglii. Wykazywał wyraźne tendencje ksenofobiczne – w 1863 roku uczestniczył w ataku na brytyjską placówkę w Japonii. Na wieść o blokadzie cieśniny Shimonoseki Itō wrócił do Japonii i w dowód uznania za prowadzoną wówczas działalność dyplomatyczną znalazł się w nowym rządzie centralnym po przywróceniu władzy cesarskiej 3 stycznia 1868 w okresie restauracji Meiji.
Hirobumi Itō był gubernatorem prefektury Hyōgo (1868–1869), posłem podczas misji Iwakury do USA i Europy (1872–1873), radcą stanu (1873–1885) i ministrem przemysłu (1873–1878). Był także przeciwnikiem inwazji na Koreę w 1873 roku i Formozę w 1875 roku. Popierał teorię głoszącą, że Japończycy powinni przez mieszane małżeństwa zapewnić swojej rasie dopływ nowej, wyższej jakościowo, krwi z Zachodu. Jako zaufany Toshimichiego Ōkubo został ministrem spraw wewnętrznych (1878–1882). Był twórcą japońskiego systemu gabinetowego i w 1885 roku został pierwszym premierem Japonii. Funkcję tę pełnił czterokrotnie:
- od 22 grudnia 1885 do 30 kwietnia 1888;
- od 8 sierpnia 1892 do 31 sierpnia 1896;
- od 12 stycznia 1898 do 30 czerwca 1898;
- od 19 października 1900 do 10 maja 1901.

Pełnił również funkcję przewodniczącego Tajnej Rady (Sūmitsu-in) w latach: 1888–1890, 1891–1892, 1903–1905 oraz 1909. Był głównym autorem konstytucji Meiji, przewodniczącym Izby Arystokracji (Kizoku-in, inaczej Izba Parów) w latach 1890–1891, genrō, organizatorem i pierwszym przewodniczącym partii Rikken Seiyūkai (1900–1903).
Hirobumi Itō usiłował zapobiec wojnie japońsko-rosyjskiej, jednak po jej zakończeniu został pierwszym gubernatorem generalnym Korei (1905–1909). W 1907 roku otrzymał tytuł książęcy. Zginął w Harbinie zastrzelony przez koreańskiego działacza niepodległościowego, An Jung-geuna. Wraz z jego śmiercią przestała istnieć w najwyższych sferach rządowych Japonii jakakolwiek opozycja wobec planów aneksji Korei. Pół roku później gubernatorem generalnym Korei został protegowany Aritomo Yamagaty, minister sił lądowych Masatake Terauchi, który 22 sierpnia 1910 zmusił rząd koreański do podpisania traktatu o aneksji Korei przez Japonię.

## Galeria

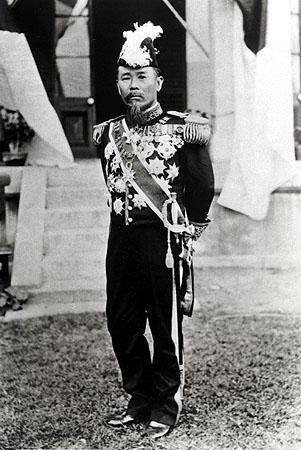
Hirobumi Itō, ok. 1905 r.
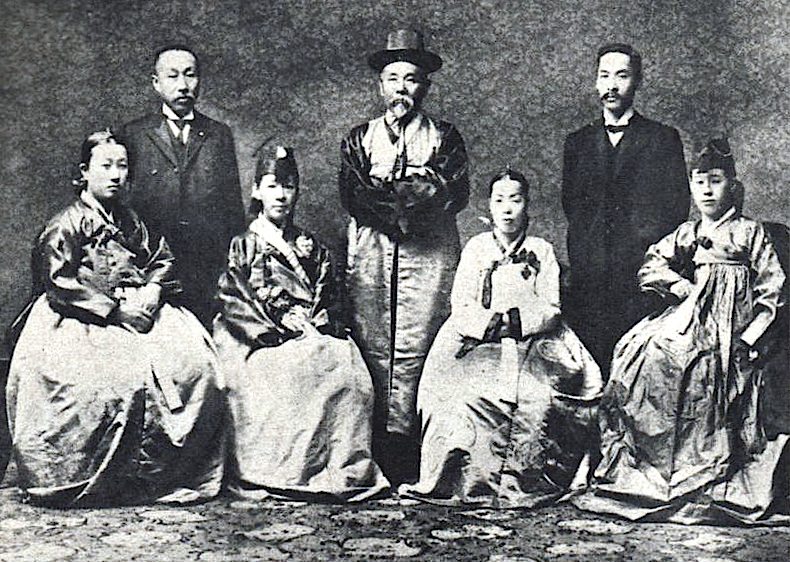
Hirobumi Itō jako gubernator Korei (w środku, żona Umeko druga od lewej)
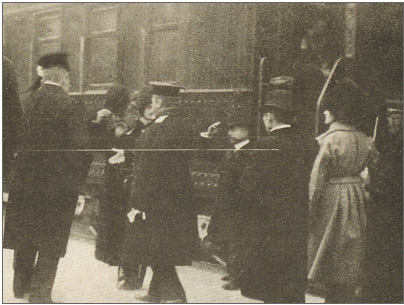
Itō tuż przed zamachem na dworcu w Harbinie